# Otoci Lukavci 1
Koordinati:   43°05′14″N, 16°34′25″E
Otoci Lukavci 1 je majhen nenaseljen otoček v Jadranskem morju. Pripada Hrvaški.
Otoček leži okoli 6 km južno od Hvara. Njegova površina meri 0,027 km². Dolžina obalnega pasu je 0,65 km. Najvišja točka na otočku je visoka 5 mnm.